# Dam-huraši
Dam-huraši war Ehefrau des Zimri-Lim von Mari. Bis zu dessen Ehe mit Šibtum, einer Prinzessin aus Aleppo, nahm sie vermutlich die Rolle der Hauptfrau und Königin ein. Aus in Mari gefundene Briefen geht hervor, dass sie irgendwann nur noch wie eine niedrigere Frau des königlichen Harems versorgt wurde. Möglicherweise wurde sie irgendwann im Palast in Terqa untergebracht, wo ihr zudem eine kultische Funktion zukam. Ihre Briefe bezeugen aber auch eine enge Beziehung zum König.